# Beaumont-sur-Sarthe
Beaumont-sur-Sarthe är en kommun i departementet Sarthe i regionen Pays de la Loire i nordvästra Frankrike. Kommunen ligger i kantonen Beaumont-sur-Sarthe som tillhör arrondissementet Mamers. År 2022 hade Beaumont-sur-Sarthe 1 974 invånare.

## Befolkningsutveckling
Antalet invånare i kommunen Beaumont-sur-Sarthe
| Referens: INSEE |